# Chief of the National Guard Bureau
Le Commandant du Bureau de la Garde nationale (Chief of the National Guard Bureau en anglais) dirige le National Guard Bureau et est par conséquent l'officier le plus haut gradé de la Garde nationale américaine, un des services des forces américaines qui constitue sa réserve et dont les effectifs sont répartis entre les branches de l'Air Force et de l'Army. L'actuel CNGB est le général Steven S. Nordhaus.

## Fonction

### Aspects pratiques
Le CNGB sert comme membre du Joint Chiefs of Staff, le comité des chefs d’États-majors qui conseille notamment le secrétaire à la Défense. Il est chargé des questions portant sur les forces de la réserve à l'échelle des États ainsi que d'autres questions fixées par le secrétaire,,. Il sert également comme conseiller aux Secrétaire à l'Armée, Secrétaire à la Force aérienne, Chief of Staff of the United States Army et Chief of Staff of the United States Air Force quant aux questions portant sur les effectifs fédéraux de la Garde nationale et de ses branches : Army National Guard et Air National Guard,.
Le CNGB est reconnu fédéralement comme un officier commissionné qui a servi au minimum dix ans dans l'une des unités de la réserve, aérienne ou terrestre,,. Il est nommé par le président parmi l'ensemble des officiers de la Garde qui portent un grade supérieur ou égal à celui de major général,, qui disposent également des capacités nécessaires pour ce poste, telles que déterminées par le secrétaire à la défense et par le chef d'État-major,, sur la recommandation des gouverneurs des États et de leurs services,. La personne nommée doit être confirmée par un vote à la majorité du Sénat. Le CNGB sert pour un mandat de quatre années,. Par disposition prise en 2008, il est désormais élevé au grade de général quatre étoiles de l'Army ou de l'Air Force, servant comme officier de réserve en devoir actif,.

### Étendard
L'étendard utilisé par le Chief of the National Guard Bureau de 1998 à 2008 était fait de bleu foncé qui représentait l'Army National Guard et de bleu clair qui représentait l'Air National Guard. L'emblème central était celui du sceau du National Guard Bureau tandis que les deux triangles situés dans le coin supérieur droit représentaient les flight device de l'Air National Guard.
La version actuelle datant de 2008 a supprimé ces flight device pour faire apparaître quatre étoiles représentatives du grade de général que porte désormais le CNGB.

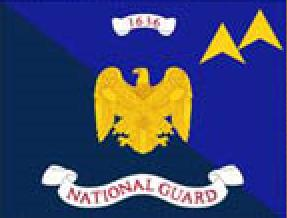
Étendard avant 2008.
Étendard depuis 2008.

## Liste des titulaires
| Ordre      | Portrait | Nom                                       | Branche                 | Début              | Fin               |
| ---------- | -------- | ----------------------------------------- | ----------------------- | ------------------ | ----------------- |
| 1          |          | Colonel Erasmus M. Weaver, Jr.            | United States Army      | 14 février 1908    | 14 mars 1911      |
| 2          |          | Brigadier général Robert K. Evans         | United States Army      | 15 mars 1911       | 31 août 1912      |
| 3          |          | Major général Albert L. Mills             | United States Army      | 1er septembre 1912 | 18 septembre 1916 |
| [ note 2 ] |          | Colonel George W. McIver                  | United States Army      | 18 septembre 1916  | 26 octobre 1916   |
| 4          |          | Major général William A. Mann             | United States Army      | 26 octobre 1916    | 26 novembre 1917  |
| 5          |          | Major général Jesse McI. Carter           | United States Army      | 26 novembre 1917   | 15 août 1918      |
| [ note 2 ] |          | Brigadier général John W. Heavey          | United States Army      | 15 août 1918       | 5 février 1919    |
| 5          |          | Major général Jesse McI. Carter           | United States Army      | 2 février 1919     | 28 juin 1921      |
| 6          |          | Major général George C. Rickards          | United States Army      | 29 juin 1921       | 28 juin 1925      |
| 7          |          | Major général Creed C. Hammond            | United States Army      | 29 juin 1925       | 28 juin 1929      |
| [ note 2 ] |          | Colonel Ernest R. Redmond                 | United States Army      | 29 juin 1929       | 30 septembre 1929 |
| 8          |          | Major général William G. Everson          | United States Army      | 1er octobre 1929   | 30 novembre 1931  |
| 9          |          | Major général George E. Leach             | United States Army      | 1er décembre 1931  | 30 novembre 1935  |
| [ note 2 ] |          | Colonel Herold J. Weiler                  | United States Army      | 1er décembre 1935  | 16 janvier 1936   |
| [ note 2 ] |          | Colonel John F. Williams                  | United States Army      | 17 janvier 1936    | 30 janvier 1936   |
| 10         |          | Major général Albert H. Blanding          | United States Army      | 31 janvier 1936    | 30 janvier 1940   |
| 11         |          | Major général John F. Williams            | United States Army      | 31 janvier 1940    | 30 janvier 1944   |
| [ note 2 ] |          | Major général John F. Williams            | United States Army      | 31 janvier 1944    | 31 janvier 1946   |
| 12         |          | Major général Butler B. Miltonberger      | United States Army      | 1er février 1946   | 29 septembre 1947 |
| 13         |          | Major général Kenneth F. Cramer           | United States Army      | 30 septembre 1947  | 4 septembre 1950  |
| [ note 2 ] |          | Major général Raymond H. Fleming          | United States Army      | 5 septembre 1950   | 13 août 1950      |
| 14         |          | Major général Raymond H. Fleming          | United States Army      | 14 août 1951       | 15 février 1953   |
| [ note 2 ] |          | Major général Earl T. Ricks               | United States Air Force | 16 février 1953    | 21 juin 1953      |
| 15         |          | Major général Edgar C. Erickson           | United States Army      | 22 juin 1953       | 31 mai 1959       |
| [ note 2 ] |          | Major général Winston P. Wilson           | United States Air Force | 1er juin 1959      | 19 juillet 1959   |
| 16         |          | Major général Donald W. McGowan           | United States Army      | 20 juillet 1959    | 30 août 1963      |
| 17         |          | Major général Winston P. Wilson           | United States Air Force | 31 août 1963       | 31 août 1971      |
| 18         |          | Major général Francis S. Greenlief        | United States Army      | 1er septembre 1971 | 23 juin 1974      |
| 19         |          | Lieutenant général La Vern E. Weber       | United States Army      | 16 août 1974       | 15 août 1982      |
| 20         |          | Lieutenant général Emmett H. Walker, Jr   | United States Army      | 16 août 1982       | 15 août 1986      |
| 21         |          | Lieutenant général Herbert R. Temple, Jr. | United States Army      | 16 août 1986       | 31 janvier 1990   |
| 22         |          | Lieutenant général John B. Conaway        | United States Air Force | 1er février 1990   | 1er décembre 1993 |
| [ note 2 ] |          | Major général Philip G. Killey            | United States Air Force | 2 décembre 1993    | 1er janvier 1994  |
| [ note 2 ] |          | Major général Raymond F. Rees             | United States Army      | 2 janvier 1994     | 31 juillet 1994   |
| [ note 2 ] |          | Major général John R. D'Araujo, Jr.       | United States Army      | 1er août 1994      | 30 septembre 1994 |
| 23         |          | Lieutenant général Edward D. Baca         | United States Army      | 1er octobre 1994   | 31 juillet 1998   |
| 24         |          | Lieutenant général Russell C. Davis       | United States Air Force | 4 août 1998        | 3 août 2002       |
| [ note 2 ] |          | Major général Raymond F. Rees             | United States Army      | 4 août 2002        | 10 avril 2003     |
| 25         |          | Lieutenant général H. Steven Blum         | United States Army      | 11 avril 2003      | 17 novembre 2008  |
| 26         |          | Général Craig R. McKinley                 | United States Air Force | 17 novembre 2008   | 6 septembre 2012  |
| 27         |          | Général Frank J. Grass                    | United States Army      | 7 septembre 2012   | 3 août 2016       |
| 28         |          | Général Joseph L. Lengyel                 | United States Air Force | 3 août 2016        | 3 août 2020       |
| 29         |          | Général Daniel R. Hokanson                | United States Army      | 3 août 2020        | 2 octobre 2024    |
| 29         |          | Général Steven S. Nordhaus                | United States Air Force | 2 octobre 2024     | Présent           |